# سیارک ۱۱۶۰۶
سیارک ۱۱۶۰۶ (به انگلیسی: 11606 Almary، نامگذاری:1995UU6) یازده هزار و ششصد و ششمین سیارک کشف شده‌است که در ۱۹ اکتبر ۱۹۹۵ کشف شد.
قدر مطلق سیارک برابر ۵٫۶ است.